# Linus (band)
Linus is een Belgisch duo  dat bestaat uit gitarist en banjospeler Ruben Machtelinckx en rietblazer Thomas Jillings.
Het debuutalbum Onland verscheen in 2014.
Voor het tweede album werd het duo aangevuld met Frederik Leroux (gitaar, banjo), Øyvind Skarbø (drums). Op het derde album 'Felt like old folk' worden ze bijgestaan door Niels Van Heertum op eufonium en de Noorse violist Nils Økland. De vier leden trokken de studio in zonder voorafgaande afspaken, zodat het album quasi volledig uit improvisaties bestaat.

## Discografie
- 2014 Onland
- 2015 Linus + Skarbø / Leroux
- 2016 Felt like old folk